# Minas de Barroterán
Minas de Barroterán är en ort i Mexiko.   Den ligger i kommunen Múzquiz och delstaten Coahuila, i den centrala delen av landet, 900 km norr om huvudstaden Mexico City. Minas de Barroterán ligger 427 meter över havet och antalet invånare är 8 482.
Terrängen runt Minas de Barroterán är platt. Runt Minas de Barroterán är det ganska glesbefolkat, med 22 invånare per kvadratkilometer. Minas de Barroterán är det största samhället i trakten. Omgivningarna runt Minas de Barroterán är i huvudsak ett öppet busklandskap.